# Khvājeh Ḩoseynābād
Khvājeh Ḩoseynābād (persiska: خواجه حسین آباد, Khājeh Hoseyn Ābād) är en ort i Iran.   Den ligger i provinsen Khorasan, i den nordöstra delen av landet, 700 km öster om huvudstaden Teheran. Khvājeh Ḩoseynābād ligger 1 351 meter över havet och antalet invånare är 171.
Terrängen runt Khvājeh Ḩoseynābād är lite bergig.Runt Khvājeh Ḩoseynābād är det ganska tätbefolkat, med 185 invånare per kvadratkilometer. Närmaste större samhälle är Andorokh, 7,3 km sydväst om Khvājeh Ḩoseynābād. Omgivningarna runt Khvājeh Ḩoseynābād är i huvudsak ett öppet busklandskap.